# Зелёная партия Англии и Уэльса
Зелёная партия Англии и Уэльса или Партия зелёных Англии и Уэльса (англ. Green Party of England and Wales) — британская «зелёная» политическая партия, действующая на территории Англии и Уэльса. Находится на левом фланге политического спектра, выступает против политики жёсткой экономии.

## История
У истоков партии стоял бывший активист Консервативной партии Тони Уиттекер и его супруга Лесли, которые, прочтя в журнале Playboy интервью с биологом и экологом Полом Эрлихом, создали дискуссионный клуб из тринадцати членов. В 1973 году усилиями Уиттекеров на съезде в Ковентри была создана партия PEOPLE, в 1975 году по инициативе Лесли Уиттекер переименованная в Экологическую партию (англ. Ecology Party). Благодаря приоритету ценностей, которые позднее лягут в основу зелёной политики, она стала одной из первых зелёных партий в Европе и мире — более известная и влиятельная немецкая Партия зелёных была основана в ФРГ в 1979 году.
Партия приняла участие уже в февральских выборах 1974 года, но получила лишь 4 576 голосов. На октябрьских выборах 1974 года партия получила лишь 1 996 голосов. Однако её появление в электоральной политике возбудило к ней интерес и привело к притоку в неё активистов движения за защиту окружающей среды, повернувших партию в более левом направлении.

Логотип британской Зелёной партии (1985—1990)

В 1985 году Экологическая партия была переименована в Зелёную партию (англ. Green Party UK). На выборах в Европарламент 1989 года партия получила 2 292 705 голосов благодаря активной предвыборной кампании, однако ни одного депутатского места она не завоевала. В 1990 году в партии произошёл раскол: в самостоятельные партии выделились Шотландская партия зелёных и Зелёная партия Северной Ирландии. В результате была создана нынешняя Зелёная партия Англии и Уэльса (с автономией Зелёной партии Уэльса).
На парламентских выборах 2010 года партия впервые в своей истории провела в Палату общин собственного депутата — лидер партии Кэролайн Лукас была избрана от округа Brighton Pavilion. Ранее, в 1992 году, от одного из округов Уэльса был избран депутат от Партии Уэльса, поддержанный ЗПАУ.
Членство в партии достигло пика — более 67 тысяч — летом 2015 года, однако затем, после избрания Джереми Корбина лидером Лейбористской партии, продолжало сокращаться.
4 сентября 2018 года победителями выборов лидера партии стали Джонатан Бартли и Шан Берри (Кэролайн Лукас отказалась от участия). Они получили 6239 голосов из 8379. После объявления результатов новые лидеры назвали в числе своих главных целей более жёсткое сопротивление развитию технологии гидроразрыва пласта и осуществлению проекта скоростной железной дороги High Speed 2.

## Идеология
В партии присутствует сильное левое антикапиталистическое крыло — «Зелёные левые»

## Результаты на выборах

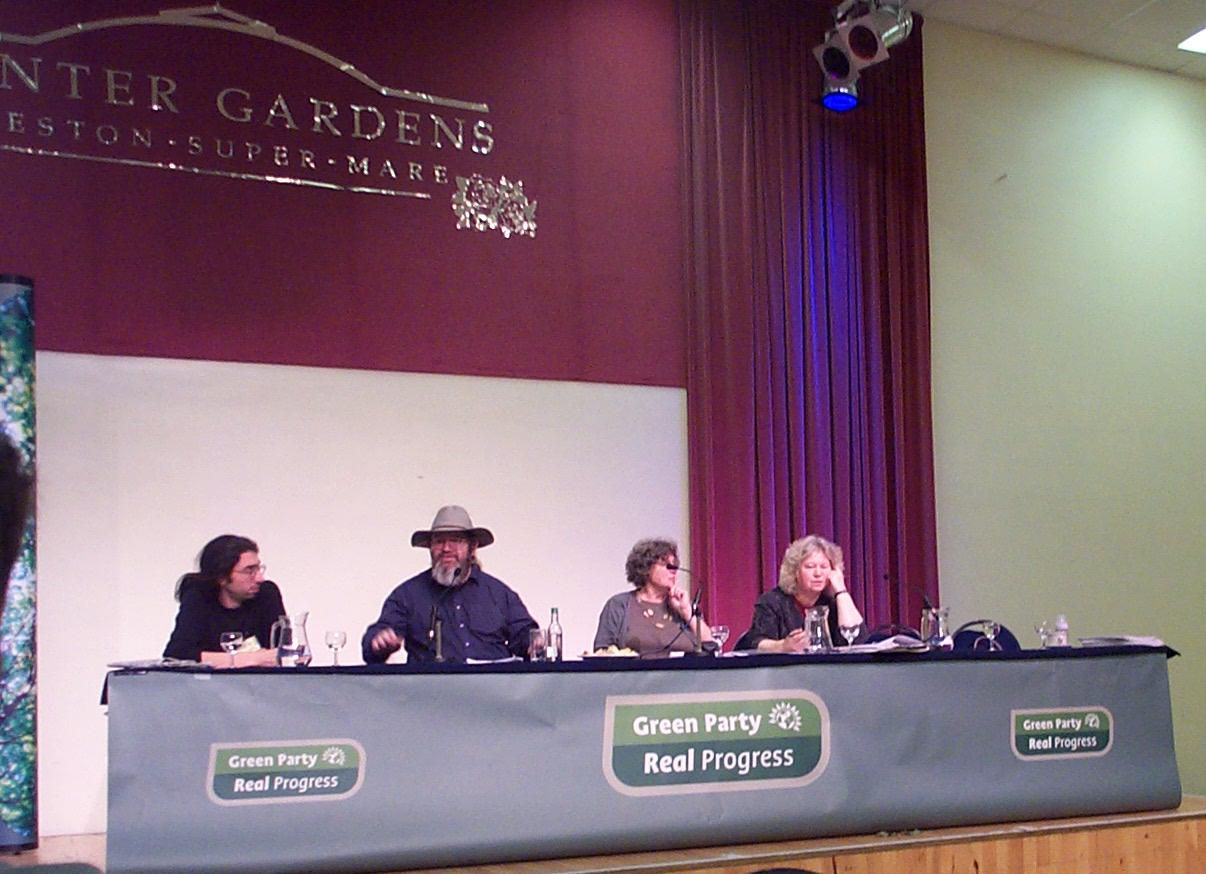
Партийная конференция 2004 года

| Год                    | Голосов               | Мест                  | Δ                     |
| Выборы в Палату общин  | Выборы в Палату общин | Выборы в Палату общин | Выборы в Палату общин |
| ---------------------- | --------------------- | --------------------- | --------------------- |
| февраль 1974           | 4 576                 | 0                     | ▬                     |
| октябрь 1974           | 1 996                 | 0                     | ▬                     |
| 1979                   | 39 918                | 0                     | ▬                     |
| 1983                   | 54 299                | 0                     | ▬                     |
| 1987                   | 89 753                | 0                     | ▬                     |
| 1992                   | 170 047               | 0                     | ▬                     |
| 1997                   | 63 991                | 0                     | ▬                     |
| 2001                   | 166 477               | 0                     | ▬                     |
| 2005                   | 281 780               | 0                     | ▬                     |
| 2010                   | 285 616 (предв.)      | 1                     | ▲ 1                   |
| 2015                   | 1 111 603             | 1                     | ▬                     |
| 2017                   | 512 327               | 1                     | ▬                     |
| Выборы в Европарламент |                       |                       |                       |
| 1979                   | 17 953                | 0                     | ▬                     |
| 1984                   | 70 853                | 0                     | ▬                     |
| 1989                   | 2 292 705             | 0                     | ▬                     |
| 1994                   | 494 561               | 0                     | ▬                     |
| 1999                   | 625 378               | 2                     | ▲ 2                   |
| 2004                   | 1 033 093             | 2                     | ▬                     |
| 2009                   | 1 223 303             | 2                     | ▬                     |
| 2014                   | 1 136 670             | 3                     | ▲ 1                   |
| 2019                   | 1 881 306             | 7                     | ▲ 4                   |